# Сачи Паркър
Сачи Паркър (на английски: Sachi Parker) е американска актриса и писателка, авторка на бестселър в жанра биографичен роман.

## Биография и творчество
Стефани Сачико „Сачи“ Паркър е родена на 1 септември 1956 г. в Лос Анджелис, Калифорния, САЩ. Дъщеря е на актрисата Шърли Маклейн и на бизнесмена и продуцент Стив Паркър (1922 – 2001). Чичо ѝ е актьора Уорън Бийти. Когато е на 2 години е изпратена в Япония, за да живее с баща си. През лятото посещава майка си, а на 9 февруари 1959 г. двете се снимат за корицата на списание „Лайф“.
След гимназията преподава ски в Нова Зеландия, сервитьорка е в Хавай, в продължение на 5 години е стюардеса в австралийската авиокомпания „Квантас“, и за кратко е детегледачка в Париж.
През 1981 г. се завръща в Лос Анджелис и решава да стане актриса. Участва в множество филми във второстепенни роли.
През 1993 г. се омъжва за инвестиционния банкер Франк Мъри, с който имат две деца – Франк Мъри младши (1996) и Ерин Мъри (1998). Живеят в Хюстън, докато той е президент на „Гудман холиднг“. Развеждат се през 2011 г.
През 2013 г. е издаден автобиографичния ѝ роман „Аз, щастливката: Животът ми със (и без) моята майка, Шърли Маклейн“. Според майка ѝ голяма част от него и измислица.

## Филмография
- 1982 Capitol – ТВ сериал
- 1984 Hotel – ТВ сериал, като Дороти Дженкс
- 1984 His Mistress – ТВ филм, като Сюзън Дженкс
- 1985 Scarecrow and Mrs. King – ТВ сериал, като Джун Фелпс
- 1985 Stick – като Боби
- 1985 Завръщане в бъдещето
- 1986 Като стана дума за снощи – като Кари
- 1986 Пеги Сю се омъжи – като Лиза
- 1987 Santa Barbara – ТВ сериал, като Луси
- 1987 Faerie Tale Theatre – ТВ сериал, като Лорета
- 1987 Riders to the Sea
- 1988 Скъперникът – като Бел
- 1989 Alien Nation – ТВ сериал, като Ванда
- 1990 Vietnam, Texas – като млада жена
- 1990 Bad Influence – като съседка на Майкъл
- 1990 Equal Justice – ТВ сериал, като Трейси Бейкър
- 1990 Добре дошла вкъщи, Рокси Кармайкъл – като Либи Охиймачър
- 1991 Star Trek: The Next Generation – ТВ сериал, като д-р Тава
- 1991 The Walter Ego – като Шърлийн
- 1992 Eerie, Indiana – ТВ сериал, като секретарка
- 2008 Nishi no majo ga shinda – като баба
- 2009 All Me, All the Time – като Пам
- 2010 Toiretto

## Произведения
- Lucky Me: My Life With – and Without – My Mom, Shirley MacLaine (2013) – с Фредерик Стропъл
Аз, щастливката: Животът ми със (и без) моята майка, Шърли Маклейн, изд. „Обсидиан“, София (2013), прев. Надя Баева[1]